# 线足蛛科
线足蛛科（学名：Actinopodidae）是蜘蛛目下的一个科。

## 下属分类
本科包括以下属：
- 线足蛛属 Actinopus Perty, 1833
- 鼠蛛属 Missulena Walckenaer, 1805
- Plesiolena Goloboff & Platnick, 1987